# Діти кукурудзи 5: Поля жаху
«Діти кукурудзи 5: Поля жаху» (англ. Children of the Corn V: Fields of Terror) — американський фільм жахів 1998 року режисера Етана Вайлі, продовження екранізації однойменної повісті Стівена Кінга.

## Сюжет
Компанія молодих людей на двох автомобілях повертається з похорону свого друга, урну з прахом якого везуть з собою. Перша пара звертає на путівець, що йде через кукурудзяне поле. Надалі пара виходить і прямує в глиб поля, щоб зірвати кілька кукурудзяних качанів. Серед кукурудзи з'являються озброєні серпами діти, які вбивають молодих людей. Другій машині з чотирма людьми також не вдається перетнути поле через поломку, і пасажири вирішують піти в найближчий населений пункт за допомогою.
Містечко виявляється малонаселеним, і героям не вдається знайти кого-небудь, хто міг би полагодити автомобіль. До того ж вони не встигають на останній автобус, що йде з міста. На ніч компанія зупиняється в порожньому будинку. Незабаром в барі Елісон дізнається, що недалеко розташований маєток якогось Люка, який є главою комуни дітей, які поклоняються «Тому, хто обходить ряди». Елісон зацікавилася цією інформацією, так як її молодший брат, який залишився з її батьком, також був членом цього культу. Разом зі своїми друзями Елісон шукає комуну, щоб попросити у брата пробачення. Бачачи, що прибуття непроханих людей викликає серед членів культу хвилювання, глава культу вирішує розправитися над прибулими.

## У ролях
- Стейсі Галіна — Елісон
- Алексіс Аркетт — Грег
- Єва Мендес — Кір
- Адам Вайлі — Езекіїль
- Грег Воган — Тірус
- Ахмет Заппа — Лацло
- Девід Керредайн — Люк Енрайт
- Олівія Барнетт — Лілі
- Сісілі — Хлоя